# 解放街道 (蚌埠市)
解放街道，是中华人民共和国安徽省蚌埠市龙子湖区下辖的一个乡镇级行政单位。

## 行政区划
解放街道下辖以下地区：
解三社区、二钢社区、大桥社区、海航社区、建新社区、建华社区、宋庄村和市东村。